# معاهدة هنكار إسكله سي

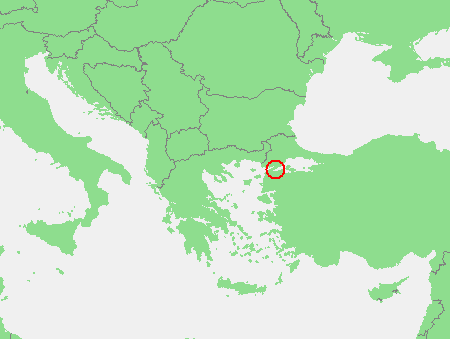

معاهدة هنكار إسكله سي Treaty of Hünkâr İskelesi كانت معاهدة وقعت بين الامبراطورية الروسية والدولة العثمانية في 1833، تحت الضغط المباشر الحرب المصرية - العثمانية (1831 - 1833) التي أعقبت الحرب الروسية التركية 1828-1829.

## الخلفية
محمد علي باشا حاكم مصر، التي كانت ظاهرياً فقط ولاية عثمانية، أخذ جيشه المـُصلـَح حديثاً في حرب ضد السلطان، محمود الثاني، في نهاية عام 1831 طلباً لزيادة سلطته وسيطرته على فلسطين، بلاد الشام وشبه الجزيرة العربية وكريت. وقد انتصر بسهولة على القوات التركية وهدد إسطنبول نفسها. وبينما كانت بريطانيا وفرنسا متعاطفتين مع محمد علي، فقد أرسل نيكولاي الأول جيشاً روسياً لمساعدة الأتراك. وبالرغم من أن الامبراطورية الألمانية قد أرسلت مئات الخبراء العسكريين لمساعدة الجيش التركي، فإن التدخل الروسي هو ما دفع المصريين لتوقيع معاهدة سلام في كوتاهية في مايو 1833، والتي تركت محمد علي مسيطراً على كل من بلاد الشام وجزيرة العرب وكريت.

## المعاهدة
في 8 يوليو 1833، وقعت الامبراطورية الروسية والدولة العثمانية معاهدة هنكار إسكله سي "- أونكيار اسكله سي - وقد نصت المعاهدة علي توصل الطرفين الي حلول لإستتباب الأمر في المنطقة كما جائت مؤكدة لمعاهدة أدرنة 1829 التي تم توقيعها بعد الأخد بأراء " لجنة كوتشوبي " و " معاهدة سان بطرسبرج 1830 " و " تسوية اليونانن 1832 " كما جاء نص في المعاهدة ينص على تبادل المساعدات العسكرية ففي حالة تعرض أحد الطرفان - الدولة العثماية أو روسيا - لخطر خارجي يمكن للطرف المتضرر طلب المساعدة من الطرف الأخر في المعاهدة علي ان يتكفل الطرف الطالب للمساعدة بنفقات الحرب, وقد جاء نص سري في المعاهدة ينص علي " أنه حرصآ من حكومة القيصر علي عدم تكبد الدولة العثمانية والباب العالي العناء في دفع نفقات الحرب فأن روسيا سوف تتكفل بنفقات الحرب في حالة طلب الدولة العثمانية لمساعدتها " وفي المقابل تم الأتفاق من قبل الدولة العثمانية أن تغلق الدردنيل في وجه كل السفن الأجنبيه غير الروسية في وقت الحاجة وتم التصديق المشترك علي المعاهدة في 20\ أغسطس \ 1833 مـ
وقد ارتابت كل فرنسا وبريطانيا من هذه المعاهدة، خوفاً من أن تكون تركيا قد أعطت روسيا حرية العمل في إرسال سفنها الحربية عبر الدردنيل. وقد تمت طمأنة فرنسا وبريطانيا في 1841 في مؤتمر لندن للمضايق.

## الهامش
1. ↑  "معلومات عن معاهدة هنكار إسكله سي على موقع bigenc.ru". bigenc.ru. مؤرشف من الأصل في 2021-05-07.
2. ↑  "معلومات عن معاهدة هنكار إسكله سي على موقع britannica.com". britannica.com. مؤرشف من الأصل في 2021-05-07.